# Phan Thái Bình
Phan Thái Bình (sinh ngày 12 tháng 8 năm 1974) là một chính trị gia người Việt Nam. Ông hiện là Ủy viên Ban Thường vụ Tỉnh ủy Quảng Nam, Phó Bí thư Ban cán sự Đảng UBND tỉnh, Phó Chủ tịch thường trực Ủy ban nhân dân tỉnh Quảng Nam.
Ông từng là Chủ nhiệm Ủy ban Kiểm tra Tỉnh ủy Quảng Nam, Phó Trưởng Đoàn chuyên trách Đoàn đại biểu Quốc hội tỉnh Quảng Nam, Ủy viên Ủy ban Pháp luật của Quốc hội, đại biểu Quốc hội Việt Nam khóa 14 nhiệm kì 2016-2021, thuộc đoàn đại biểu Quốc hội tỉnh Quảng Nam.

## Xuất thân
Phan Thái Bình quê quán ở xã Quế Xuân II, huyện Quế Sơn, tỉnh QN

## Giáo dục
- Giáo dục phổ thông: 12/12
- Cử nhân Cao đẳng Kiểm sát
- Cử nhân Luật
- Thạc sĩ Luật
- Cao cấp lí luận chính trị

## Sự nghiệp
Ông gia nhập Đảng Cộng sản Việt Nam vào ngày 10/12/1998.
Khi lần đầu ứng cử đại biểu Quốc hội Việt Nam khóa 14 vào tháng 5 năm 2016 ông đang là Tỉnh ủy viên, Bí thư
Huyện ủy huyện Hiệp Đức, tỉnh Quảng Nam, làm việc ở Huyện ủy huyện Hiệp Đức, tỉnh Quảng Nam, có bằng cao cấp lí luận chính trị.
Ông đã trúng cử đại biểu Quốc hội năm 2016 ở đơn vị bầu cử số 2, tỉnh Quảng Nam gồm có thành phố Hội An và các huyện: Duy Xuyên, Quế Sơn, Nông Sơn, Thăng Bình, Hiệp Đức, được 335.816 phiếu, đạt tỷ lệ 76,89% số phiếu hợp lệ.
Ông hiện là Tỉnh ủy viên, Phó Trưởng Đoàn chuyên trách Đoàn đại biểu Quốc hội tỉnh Quảng Nam, Ủy viên Ủy ban Pháp luật của Quốc hội.
Ngày 12 tháng 10 năm 2020, ông được bầu làm Chủ nhiệm Ủy ban Kiểm tra Tỉnh ủy Quảng Nam
Ngày 21 tháng 6 năm 2024, tại kỳ họp thứ 23 HĐND tỉnh Quảng Nam khóa X, các đại biểu HĐND tỉnh đã bỏ phiếu bầu bổ sung 2 chức danh phó chủ tịch UBND tỉnh Quảng Nam nhiệm kỳ 2021-2026. Kết quả, ông được bầu làm phó chủ tịch UBND tỉnh nhiệm kỳ trên với số phiếu bầu 50/50, đạt tỉ lệ 100% đại biểu có mặt.
Ngày 10 tháng 7 năm 2024, Chủ tịch UBND tỉnh đã ký quyết định phân công công tác của UBND tỉnh khóa X, nhiệm kỳ 2021-2026. Theo đó, ông được phân công làm Phó Chủ tịch thường trực UBND tỉnh. Thay mặt Chủ tịch UBND tỉnh chỉ đạo, điều hành công việc của UBND tỉnh khi chủ tịch đi vắng. Ông phụ trách theo dõi, chỉ đạo các lĩnh vực công tác, gồm Công nghiệp; Thương mại; Quản lý thị trường; Tài nguyên và Môi trường; Biến đổi khí hậu. Cải thiện môi trường đầu tư kinh doanh; xúc tiến đầu tư và hỗ trợ doanh nghiệp; khởi nghiệp sáng tạo; Lĩnh vực Văn hóa, Thể thao và Du lịch; Y tế; Tư pháp; Thi hành án dân sự; Giải quyết các thủ tục hành chính theo lĩnh vực được phân công; Giúp Chủ tịch UBND tỉnh theo dõi, chỉ đạo các sở ngành, cơ quan...